# Orde de les Tres Estrelles

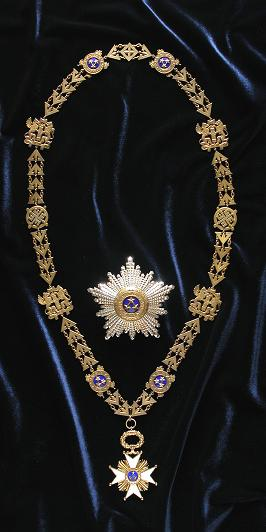
Orde de les Tres Estrelles amb collar.

L'Orde de les Tres Estrelles (en letó: Triju Zvaigžņu ordenis) és una orde atorgada per servei meritori a Letònia. Va ser establerta el 1924 en memòria de la fundació de la República de Letònia. El seu lema és Per aspera ad astra, que significa «A través de les dificultats, cap als estels». L'Orde té cinc graus d'honor i tres de medalles d'honor. El President de la República de Letònia, després del seu nomenament, s'ordena amb el primer grau amb el collar, pel president del Saeima en una cerimònia especial.

## Història
L'orde va ser establerta pel primer president Jānis Čakste i el primer ministre d'Afers Exteriors de Letònia Zigfrīds Meierovics el 1924. Després de la seva creació, l'orde i les insígnies es van adjudicar, respectivament, a 8.822 i 7.973 persones, fins a l'ocupació soviètica de Letònia el 1940. Després que el país va recuperar la seva independència, la llei del 25 d'octubre de 1994 va restaurar la condecoració. El seu disseny ha estat creat per l'escultor letó Gustavs Šķilters (1874-1954). Les condecoracions es fan a la joieria "Kalvis" i les cintes es fabriquen a Dinamarca segons el procediment de l'any 1920.

## Graus
- I - Comanador Gran Creu amb collar (Lielkrusta komandieris).

Gran Creu de Malta esmaltada de blanc amb els bords en or, en el centre de la part frontal de la creu hi ha un medalló d'esmalt blau amb tres estrelles de cinc puntes d'or que representen les regions històriques del país: Kurzeme, Vidzeme i Latgàlia. A la part posterior està gravat el lema Per aspra ad astra i Latvijas Republika - 1918.g. 18.novembris (República de Letònia - 18 de novembre 1918). La condecoració es porta amb una cinta ampla de 110 mm per damunt de l'espatlla o en casos excepcionals amb una cadena en forma de collar de deu enllaços daurats alternant els símbols de tres estrelles, de creus i lleons amb grius.
- II - Gran Oficial (Lielvirsnieks)

Una ampliació de plata d'estrella de cinc puntes, al punt central es troba un medalló d'esmalt blau amb tres estrelles d'or en el centre, amb la inscripció en la perifèria Par Tēviju (Per a la Pàtria). La distància entre el centre de l'estrella i les seves puntes és de 44 mm. Aquesta condecoració pot estar acompanyada per una cadena de deu enllaços.
- III - Comanador (Komandieris)

Estrella més petita del mateix disseny que el de grau II, però la distància entre el centre de l'estrella i els extrems de les puntes és de 41 mm. La condecoració es porta amb una cinta de 52 mm prop del coll.
- IV - Oficial (Virsnieks)

Una cinta d'una amplada de 32 mm amb una petita estrella i una roseta al costat esquerre de la peça de roba.
- V - Cavaller (Kavalieris)

Una cinta d'una amplada de 32 mm amb una petita estrella al costat esquerre de la peça de roba.
Les cintes són de color blau clar amb ratlles daurades.
La condecoració es porta en les grans ocasions i amb roba adequada. Després de rebre la decoració d'un grau superior, la primera decoració ja no ha de lluir-se més.
| Cintes       |                        |                                   |
| Cavaller     | Oficial                | Comanador                         |
| Gran Oficial | Gran Creu de Comanador | Comanador de gran creu amb collar |

## Medalles
Es tracta d'un pin que representa un escut rodó de 30 mm de diàmetre, amb una creu de les tres estrelles en relleu. Al revers està gravada la inscripció Par Tēviju i un cor en flames sota. El caire de l'escut representa una corona de roure.
- Classe I - or
- Classe II - plata
- Classe III - bronze

La medalla es porta sobre una cinta plegada en forma de triangle al costat esquerre de la peça de roba.